# Датэ Тадамунэ
Датэ Тадамунэ (яп. 伊達忠宗, 1600—1658) — японский самурай, второй даймё княжества Сэндай, сын и наследник Датэ Масамунэ.

## Биография
Второй сын Датэ Масамунэ. Несмотря на то, что он был вторым сыном, его старший сводный брат Датэ Хидемунэ, родившийся от наложницы Иисаки, не имел права наследования власти.
В возрасте семи лет был обручён с Итихимэ, 5-й дочерью Токугавы Иэясу; однако она умерла три года спустя, и он снова был помолвлен с дочерью Икеда Терумаса, которая также была внучкой Иэясу. В 1611 году сёгун Токугава Хидэтада председательствовал на церемонии генпуку Датэ Тадамунэ, где он получил титул учтивости Мимасака-но-ками и звание пятого ранга. Он также получил разрешение от сёгуна на использование фамилии Мацудайра в качестве почётного звания.
Во время осады Осаки 1614 года он сопровождал своего отца в свите Токугавы Иэясу. По указу Иэясу для Датэ Хидэмунэ была создана отдельная ветвь клана Датэ в Увадзиме в Сикоку, тогда как Датэ Тадамунэ был утверждён наследником основной линии Датэ в Сендае.
Тадамунэ был повышен до звания четвёртого ранга (1616) и ему было присвоено почётное звание камергера. В 1624 году его звание было изменено на Этидзен-но-ками, а в 1626 году снова изменилось на Саконоэ-гон-сюси.
В мае 1636 года он стал даймё и в августе того же года вошёл в замок Аоба. Взяв на себя бразды правления княжеством Сэндай после смерти Масамунэ, восстановил систему магистратов и инспекторов, чтобы обеспечить больший контроль и устранить коррупцию и произвольные правила. В следующем году был разработан и опубликован новый свод правил и положений для домена. В 1639 году его титул вежливости был изменён на Муцу-но-ками.
Налаживая финансовую систему (1640—1643) заказал полное обследование княжества, приведя единицы измерения в соответствие с общегосударственными стандартами, используемыми сёгунатом Токугава. Это сопровождалось масштабной земельной реформой. Тадамунэ также создал систему оптовой закупки доменом всего риса, выращенного в этом домене, и перепродавал его в Эдо, заранее платя крестьянам. Это способствовало появлению новых рисовых полей.
Во время пребывания Тадамунэ у власти строительство замка Аоба, начатое его отцом было полностью завершено, и он спонсировал строительство многочисленных храмов и святилищ, в том числе храмы Дзуйходэн в 1637 году и Сэндай Тосёгу в 1654 году.
После смерти Тадамунэ 12 июля 1658 года один из его старших слуг, Фуруути Сигехиро, совершил ритуальное самоубийство (дзюнси). Сын Тадамунэ — Цунамунэ стал следующим даймё Сэндая.

## Семья и дети
- Отец: Датэ Масамунэ (1567—1636)
- Мать: Мегохимэ[англ.] (1568—1653）— дочь Тамура Киёаки, владельца замка Михару в провинции Муцу
- Жена: Фурихимэ (1607—1659), дочь Икеды Терумасы[англ.] и приёмная дочь Токугавы Хидетада
- Наложницы
  - Фусу (дочь Митамуры Матаемона; также называемый Сюнин)
  - Зуисин (дочь Нагаты Тадашиге)
  - Каихимэ (1624—1642, приёмная дочь Кушиге Такачика; также называемая Токушин)
  - Такэ (дочь Ямато Тоса; также называемая Кейунин)
- Дети:
  - Набэхимэ (1623—1680) от Фурихимэ
  - Торатиё (1624—1630) от Фурихимэ
  - Датэ Мицумунэ (1627—1645) от Фурихимэ
  - Тамура Мунэёси[англ.] (1637—1678) от Фусу
  - Датэ Горокити (1638—1644) от Зуишин
  - Датэ Мунэтомо (1640—1670) от Зуишин
  - Датэ Муненори (1643—1685) от Фусу
  - Датэ Цунамунэ[англ.] (1640—1711) от Каихиме
  - Датэ Мунефуса (1646—1686) от Такэ
  - Одзака Мунеакира (1648—1663) от Такэ